# Приозерний (Надимський район)
Приозе́рний (рос. Приозёрный) — селище у складі Надимського району Ямало-Ненецького автономного округу Тюменської області, Росія. Адміністративний центр та єдиний населений пункт Приозерного сільського поселення.
Населення — 1230 осіб (2017, 1294 у 2010, 1355 у 2002).
Національний склад станом на 2002 рік: росіяни — 72 %.